# 北伏
北伏（Northvolt）是一家瑞典电池开发商和制造商，专门从事电动载具锂离子电池的研究。 该公司由两位前特斯拉高管于2015年创立，当时名为SGF Energy。2017年，公司更名为北伏（Northvolt）。
2020年，宝马与北伏签署20亿欧元的电池订单。2021年，北伏在瑞典謝萊夫特奧開辦了第一家工厂。2023年，北伏位于謝萊夫特奧的工廠發生事故，导致多人受伤和两人死亡，生产完全停顿。2024年6月，谢莱夫特奥工厂又有3名员工在家中死亡。同月，由于北伏产能不足，宝马取消了电池订单。2024年9月，北伏宣布裁员1/5。2024年11月21日，北伏在美國申请破產重組。该公司行政总裁兼联合创始人宣布辞职。
2025年3月12日，北伏宣佈破產。